# 1873 en Bretagne
 Chronologie de la Bretagne
- 1869
- 1870
- 1871
- 1872
- 1873
- 1874
- 1875
- 1876
- 1877

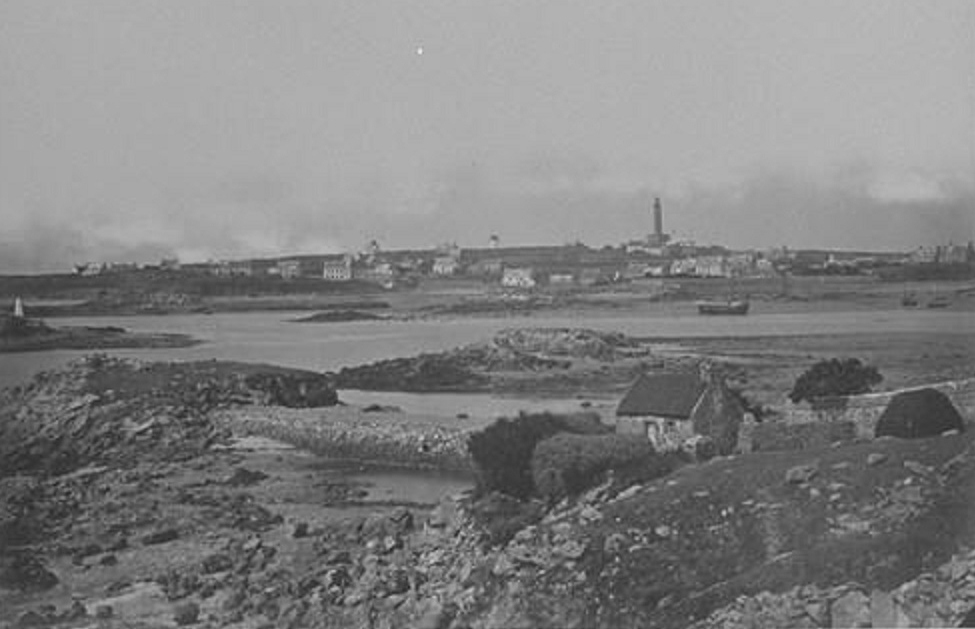
Photo de l'île de Batz en 1873.

Cette page recense des événements qui se sont produits durant l'année 1873 en Bretagne.

## Société
- Suite de l'épidémie de Typhus dans les arrondissements de Brest, de Quimper, et de Morlaix[1].

## Science
- Fondation de la Société archéologique du Finistère[1].

## Culture
- Publication de Les Amours jaunes par Tristan Corbière[1].

## Naissances
- à Arzal (Morbihan) : Jean-Marie Pivault,  mort le 30 avril 1952 à Curepipe (Maurice), missionnaire spiritain[2], collaborateur de publications chrétiennes, fondateur des Annales catholiques.

- 24 avril à Brest : Louis Hébert, homme politique français décédé le 22 février 1929 à Paris.

## Sources